# 세계약사연맹

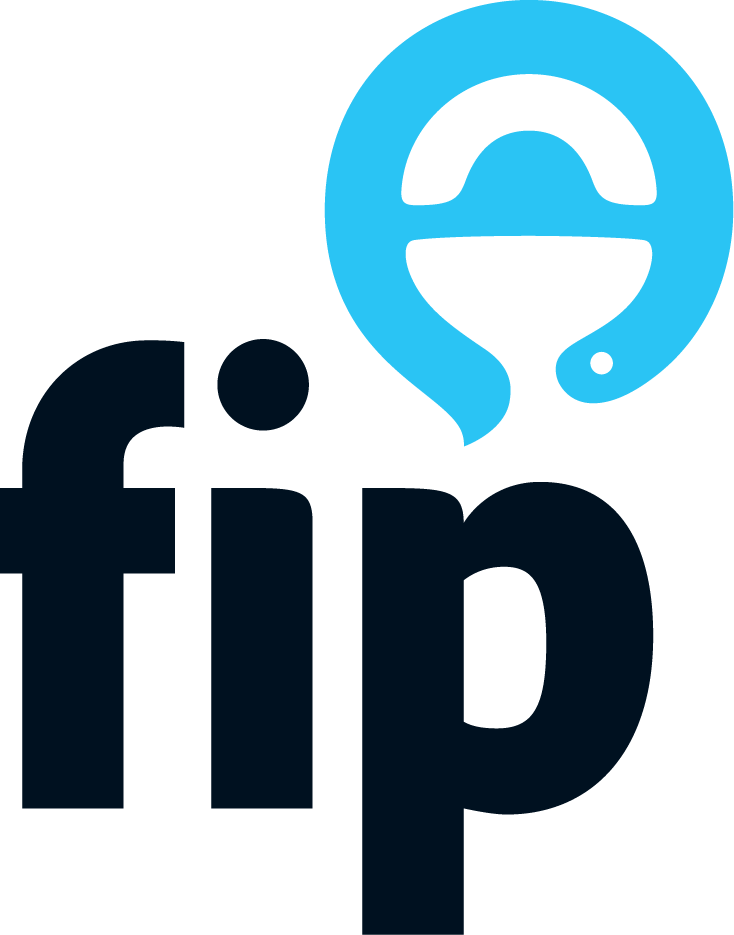
세계약사연맹 공식로고

세계약사연맹(International Pharmaceutical Federation, FIP) 혹은 세계약학연맹이라고도 한다. 세계약사연맹은 전 세계 3백만 약사들과 약학자들을 대표하는 글로벌 연맹이다.
세계약사연맹은 비정부기구로서, 세계보건기구(WHO)의 공식적인 관계기구이다. 세계약사연맹 총회에서 의제로 선택되어 의결된 내용은 세계보건기구에 통보되어 각 회원국 정부에 전달되어 실행된다. 세계약사연맹을 전 세계의 보건 관련문제와 각 회원국의 보건 사회 정책에 관여하고 도움을 준다.

## 역사
세계약사연맹은 1912년 설립되었고, 1948년부터 세계보건기구(WHO)의 공식적인 관계기구 역할을 수행하고 있다.

## 회원 현황
전세계 132국가 회원과 약학 회원, 그리고 개인 회원들이 가입되어 있다. 국가의 경제수준에 따라 가입비가 차등 책정된다.우리나라에서는 대한약사회와 대한약학회, 총 2개의 단체가 회원으로 가입되어 있다.

### 젊은약사그룹
세계약사연맹의 회원 중 만 35세 이하의 약사들이 자동 가입되는 그룹으로서, 젊은약사그룹(Young Pharmacist Group)으로 불린다. 젊은약사나 약학대학생을 위한 장학기금 역시 마련되어 있다.

## 분과
개국약사, 병원약사, 약학학문분야 등으로 분과가 나뉘며, 학문분야에서는 다시 약제학, 약물학 등의 분야로 나뉜다. 세계약사연맹 총회 시 분과별 프로그램이 마련되며, 분야별 만찬이 진행된다.

## 총회
올해(2015년)로 제75회를 맞는 세계약사연맹 총회는 대륙별로 회원국이 돌아가면서 개최한다. 2015년에는 제75회 독일 뒤셀도르프 총회가 개최될 예정이며 9월28일부터 총 5일간 열린다. 2016년 아르헨티나 부에노스 아이레스 총회를 거쳐 2017년 서울 총회가 개최될 예정이다. 서울총회에는 제2차 세계 보건 장관 회의가 함께 개최되며, 2017년 제 77회 FIP 서울 총회 조직위원장은 경희대학교 약학대학의 정세영 교수가, 국제위원장은 대한약사회 백경신 부회장이 맡고 있다.

## 같이 보기
- 약학
- 약사